# Lăunele
Lăunele – wieś w Rumunii, w okręgu Aluta, w gminie Sâmburești. W 2011 roku liczyła 153 mieszkańców.